# حوزه انتخابیه چهارم کارولینای جنوبی
حوزه انتخابیه چهارم کارولینای جنوبی یک حوزه انتخابیه مجلس نمایندگان آمریکا است که در ایالت کارولینای جنوبی قرار دارد.